# داندي
داندي (بالإنجليزية: Dundee)‏ هي مدينة أمريكية تقع في ولاية فلوريدا. تبلغ مساحة هذه المدينة 11.2 (كم²)،ويبلغ عدد سكانها 2912 نسمة حسب إحصاء سنة 2010 م 2912.تشير إحصاءات سنة 2000م بأن الكثافة السكانية في هذه المدينة تقدر بـ(260) نسمة/كم2 